# Statuti di Bolzano del 1437

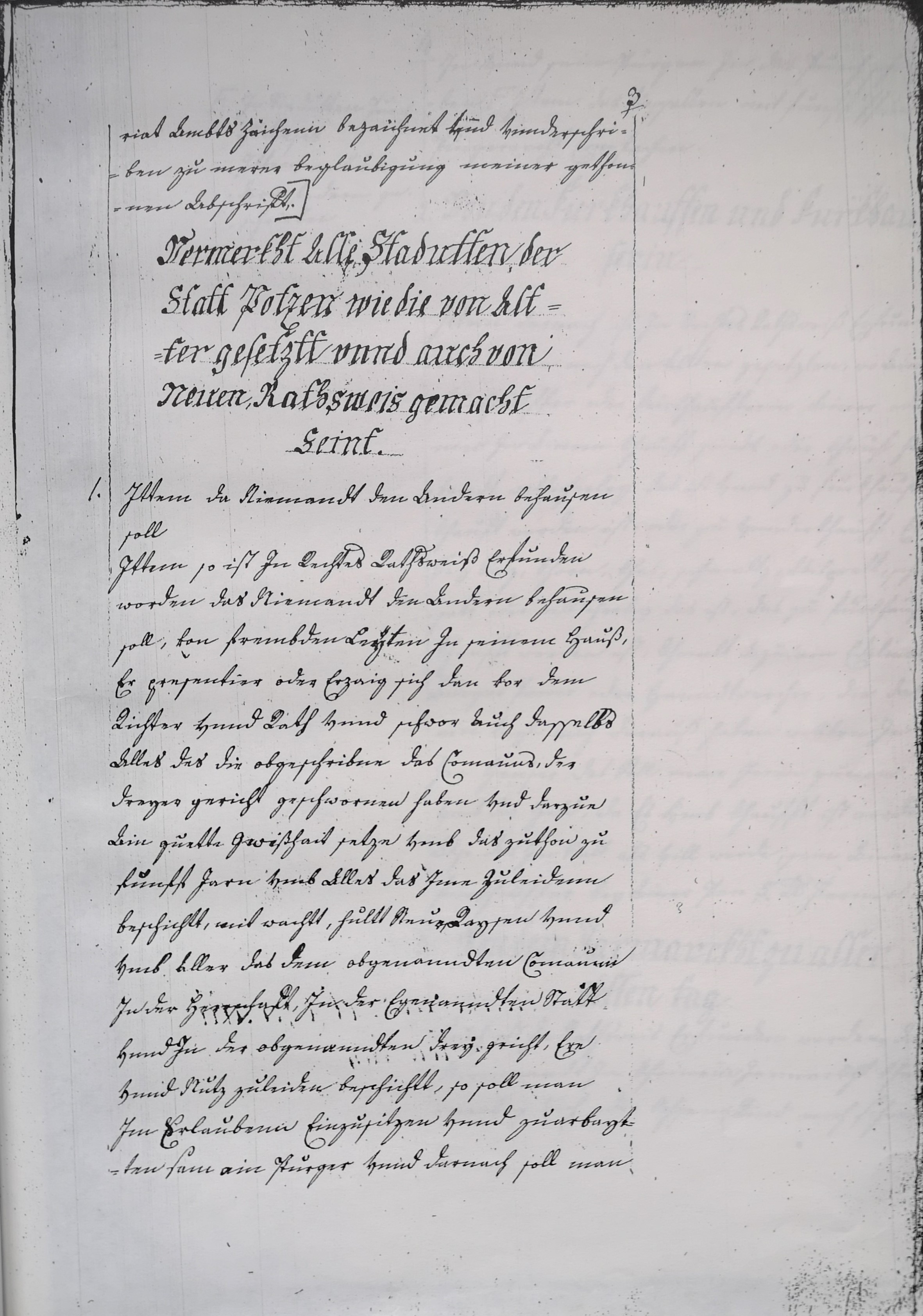
Il primo articolo degli statuti, in una copia del primo Ottocento, Tiroler Landesmuseum Ferdinandeum, Dip. 1303, fol. 7

Gli Statuti di Bolzano del 1437 (in tedesco indicati come Bozner Stadtrecht) sono una raccolta di norme, realizzata nel 1437 dalla comunità cittadina di Bolzano.
Redatto in lingua alto-tedesca protomoderna, si tratta della più antica fonte statutaria di Bolzano. Insieme al Bozner Stadtbuch del 1472-1525, gli statuti di Bolzano sono vitale testimonianza della prassi giuridica e della scrittura nella città territoriale tardo-medievale e del primo periodo moderno dell'odierno capoluogo sudtirolese.
La codifica si intitola Vermerkht alle stadutten der statt Potzen, wie die von allter gesetztt und auch von neuen rathsweis gemacht seint. Essa comprende 104 singoli articoli, che regolano soprattutto l'economia di mercato e la polizia commerciale e di sicurezza pubblica. Le singole disposizioni riguardano, tra l'altro, l'organizzazione delle fiere e l'alloggio nelle locande, i divieti di acquisto e della prevendita, la vendita del grano, del sale, del pesce e del vino, il controllo comunale delle derrate alimentari, la regolamentazione delle misure e dei pesi.